# 张允熠
张允熠（1951年—），江苏沛县人，中共党员，上海师范大学教授。

## 生平
1977年恢复高考后进入安徽师范大学政教系学习，后进入安徽省社会科学院工作。1997年于南开大学获博士学位，同年任教于中国科学技术大学，曾任中国科学技术大学哲学社会科学部主任。2006年引进至上海师范大学，并担任上海师范大学马克思主义学院首任院长，现为上海师范大学中国文化研究中心主任。

## 学术贡献
主要从事哲学、马克思主义理论和中西文化交流等研究工作，发表论文100余篇。主持国家社科基金重大项目、一般项目等项目多个。出版专著七部，其中《中国化视域下“中西马”哲学的互动与融合》入选2019年度《国家哲学社会科学成果文库》。

## 社会兼职
中国现代哲学学会常务理事，全国邓小平理论研究会常务理事，中国炎黄文化研究会常务理事，国家社会科学基金项目通讯评委。

## 著作
- 《阴阳聚裂论》（1988年，北方妇女儿童出版社）
- 《中国文化与马克思主义》（1999年，山西教育出版社）
- 《中国：欧洲的样板》（2010年，黄山书社）
- 《中国主流文化的近现代转型（上下册）》（2010年，黄山书社）
- 《中国马克思主义与中国梦》（2014年，黄山书社）
- 《历史的抉择——中国人为什么要接受马克思主义》（2017年，人民出版社）
- 《四百年中国思想文化之大变局》（2021年，商务印书馆）